# 인천상륙작전 (1965년 영화)
"인천상륙작전"은 1965년 공개된 대한민국의 영화이다.

## 배역
- 신영균 : 신 대위 역
- 김혜정
- 윤일봉
- 장동휘
- 박암
- 허장강
- 황해
- 박지현
- 이대엽
- 김석훈
- 이수련
- 방수일
- 최성호
- 이예성
- 송상균
- 박영대
- 박문수
- 송해
- 이해룡
- 최성
- 이영